# Slag bij Misiche
De Slag bij Misiche vond plaats in 244 nabij Ctesiphon in het huidige Irak. Het was een veldslag tijdens de Romeins-Sassanidische Oorlogen.

## Achtergrond
In 226 hield het Parthische Rijk op te bestaan en werd vervangen door het rijk van de Sassaniden. Het Romeinse Rijk was intussen verzeild in de crisis van de derde eeuw. Van de interne strubbelingen maakten de Sassaniden gebruik om het Romeinse Rijk binnen te vallen, met wisselend succes. Het laatste conflict tussen beide was de Slag bij Rhesaina (243), gewonnen door de Romeinen.

## De slag
Tegenover elkaar stonden keizer Gordianus III, met als legeraanvoerder Marcus Iulius Philippus Arabs en aan de andere kant Sjapoer I. De slag was een grote overwinning voor de Sassaniden. Sjapoer liet dit monumentaal uithouwen in de rotsen van Naqsh-e Rustam. De Romeinse geschiedschrijvers zijn zeer karig over de veldslag. Er wordt enkel vermeld dat keizer Gordianus overleed.

## Nasleep
Marcus Iulius Philippus Arabs werd uitgeroepen tot nieuwe keizer en ging onderhandelen met Sjapoer I. Philippus betaalde een grote geldsom van 500.000 denarii en gaf Armenië en Mesopotamië vrij. Deze oneervolle oplossing zorgde ervoor dat hij later de aantijgingen aangewreven kreeg, dat hij een hand had in de dood van keizer Gordianus en zijn raadgever Timesitheus een jaar eerder.